# Nocturnal Opera
Nocturnal Opera je druhé album skupiny Moi dix Mois.  Vyšlo 20. července 2004, tedy velice krátce po vydání jejich singlu Shadows Temple, který je i na tomto CD.
Album zahajuje krátký instrumentální prolog Immorality a instrumentálně též končí a to epilogem Silent omen.
Song Mad Ingrain, který původně vyšel na live DVD Dix Infernal ~Scars of Sabbath~, pod názvem MAd iNgrAin, je na Nocturnal Opera pouze jako intrumentálka. V původní live verzi obsahoval i kytarové sólo Many. Další skladby, které byly i na ~Scars of Sabbath~, jsou Vizard a Perish.

První limitovaná edice obsahuje:

~ Plakát coveru alba doplněný o dva řádky slov =

 Why didn't you show me the future? Love tied me, I got lost.

[Proč mi neukážeš budoucnost? Láska mě spoustala, jsem ztracený.]

 Do you remember the promise & dream? The dream confused me, I lost myself.

[Pamatuješ si ten slib a sen? Sen, jež mě zmátl, ztratil jsem sám sebe.]

~ Promo leták se stejným obrázkem.

~ Leták upozorňující na otevření zahraniční sekce Fanclub Mon†amour pro západní fanoušky.

~ Slipcase se speciálním cover artem.

28 stránkový booklet pak zobrazuje především Manu, jenž v něm vystupuje jako dvě osoby - upír v kostýmu z Shadow Temple a dáma v elegantním gotickém aristokratickém kostýmu.

Juka, Kazuno a Tohru jsou zachyceni pouze na jedné jediné fotografii, kde na sobě mají kostýmy ze Shadow Temple.

Moi dix Mois podepsali smlouvu s německým hudebním vydavatelstvím Trisol, které poté vydalo evropskou verzi Nocturnal Opera. Jedná se o speciální dvou diskovou limitovanou edici. První album je stejné jako v původní japonské edici, zatímco druhé obsahuje kolekci singlů Dialogue Symphonie, Pageant a Shadows Temple a jejich instrumentální verze. Současně jsou na CD jako bonus i 2 videa ke skladbám Unmoved a Perish, jedná se o záznamy z koncertů, které byly původně k vidění na DVD Europe Tour 2005 -Invite to Immorality-. Album má pak 2 booklety o 48 stranách. První brožura je plná fotografií a slov k písním z alba Nocturanal Opera. Druhá je zase zaměřená na tři původní singly, jež jsou obsaženy na druhém CD.

## Seznam sklateb
| Disk 1 (CD)    | Disk 1 (CD)          | Disk 1 (CD)    | Disk 1 (CD)    | Disk 1 (CD) |
| Pořadí         | Název                | Hudba          | Text           | Délka       |
| -------------- | -------------------- | -------------- | -------------- | ----------- |
| 1.             | Invite to Immorality | Mana           | Mana           | 0:51        |
| 2.             | Nocturnal Romance    | Mana           | Mana           | 3:49        |
| 3.             | Monophobia           | Mana           | Mana           | 5:32        |
| 4.             | Vestige              | Mana           | Mana           | 4:39        |
| 5.             | Vizard               | Mana           | Mana           | 3:56        |
| 6.             | Mephisto Waltz       | Mana           | Mana           | 5:49        |
| 7.             | Mad Ingrain          | Mana           |                | 0:53        |
| 8.             | The Prophet          | Mana           | Mana           | 4:49        |
| 9.             | Perish               | Mana           | Mana           | 4:32        |
| 10.            | Shadows Temple       | Mana           | Mana           | 5:15        |
| 11.            | Silent Omen          | Mana           |                | 0:57        |
| Celková délka: | Celková délka:       | Celková délka: | Celková délka: | 40:01       |

| Disk 2 (CD, evropská edice) | Disk 2 (CD, evropská edice)       | Disk 2 (CD, evropská edice) | Disk 2 (CD, evropská edice) | Disk 2 (CD, evropská edice) |
| Pořadí                      | Název                             | Hudba                       | Text                        | Délka                       |
| --------------------------- | --------------------------------- | --------------------------- | --------------------------- | --------------------------- |
| 1.                          | Dialogue Symphonie                | Mana                        | Mana                        | 4:33                        |
| 2.                          | Forbidden                         | Mana                        | Mana                        | 3:23                        |
| 3.                          | Dialogue Symphonie (Instrumental) | Mana                        |                             | 4:32                        |
| 4.                          | Forbidden (Instrumental)          | Mana                        |                             | 3:23                        |
| 5.                          | Shadows Temple                    | Mana                        | Mana                        | 4:50                        |
| 6.                          | Night Breed                       | Mana                        | Mana                        | 3:01                        |
| 7.                          | Shadows Temple (Instrumental)     | Mana                        |                             | 4:50                        |
| 8.                          | Night Breed (Instrumental)        | Mana                        |                             | 3:01                        |
| 9.                          | Secret Longing                    | Mana                        |                             | 0:55                        |
| 10.                         | Pageant                           | Mana                        | Mana                        | 4:27                        |
| 11.                         | Pageant (Instrumental)            | Mana                        |                             | 4:28                        |
| 12.                         | Unmoved (Video)                   | Mana                        | Mana                        | 4:43                        |
| 13.                         | Unmoved (Video)                   | Mana                        | Mana                        | 5:25                        |
| Celková délka:              | Celková délka:                    | Celková délka:              | Celková délka:              | 51:31                       |

## Další osoby, které se podílely na vzniku
- Yuichiro Goto – housle (písně 3 a 4)
- Yuki Ishimaru – housle (píseň 10)
- Youko Takai – soprano chorus (2, 3 a 8)
- Risa – chorus (3, 4 a 8)